# Tarnus pulcer
Tarnus pulcer is een hooiwagen uit de familie Assamiidae. De originele naamcombinatie (protoniem) was Tarnus pulcer. Een daaropvolgende spelling in sommige online bronnen was Tarnus pulcher, maar blijkbaar in geen enkele taxonomische publicatie overgenomen. Deze latere spelling kan als technisch onjuist worden beschouwd (spellingvariant).